# Мало (комуна)
Комуна Мало (швед. Malå kommun) — адміністративно-територіальна одиниця місцевого самоврядування, що розташована в лені Вестерботтен у північній Швеції.
Мало 59-а за величиною території комуна Швеції. Адміністративний центр комуни — місто Мало. Після адміністративної реформи комуна Мало 1974 року була приєднана до комуни Нурше. Але 1982 року знову відокремилася.

## Населення
Населення становить 3 206 чоловік (станом на вересень 2012 року). 
| Кількість населення комуни Мало за 1970-2010 роки | Кількість населення комуни Мало за 1970-2010 роки | Кількість населення комуни Мало за 1970-2010 роки | Кількість населення комуни Мало за 1970-2010 роки | Кількість населення комуни Мало за 1970-2010 роки |
| ------------------------------------------------- | ------------------------------------------------- | ------------------------------------------------- | ------------------------------------------------- | ------------------------------------------------- |
| Рік                                               |                                                   |                                                   | Населення                                         |                                                   |
| 1970                                              | 1970                                              |                                                   | 4 653                                             | 4 653                                             |
| 1975                                              | 1975                                              |                                                   | 4 347                                             | 4 347                                             |
| 1980                                              | 1980                                              |                                                   | 4 312                                             | 4 312                                             |
| 1985                                              | 1985                                              |                                                   | 4 222                                             | 4 222                                             |
| 1990                                              | 1990                                              |                                                   | 4 154                                             | 4 154                                             |
| 1995                                              | 1995                                              |                                                   | 3 981                                             | 3 981                                             |
| 2000                                              | 2000                                              |                                                   | 3 610                                             | 3 610                                             |
| 2005                                              | 2005                                              |                                                   | 3 421                                             | 3 421                                             |
| 2010                                              | 2010                                              |                                                   | 3 274                                             | 3 274                                             |
| Джерело: SCB                                      |                                                   |                                                   |                                                   |                                                   |

## Населені пункти
Комуні підпорядковано 1 міське поселення (tätort) та низка сільських, більші з яких:
- Мало (Malå)
- Адак (Adak)
- Ренчерн (Rentjärn)
- Реко (Rökå)
- Аспліден (Aspliden)

## Галерея

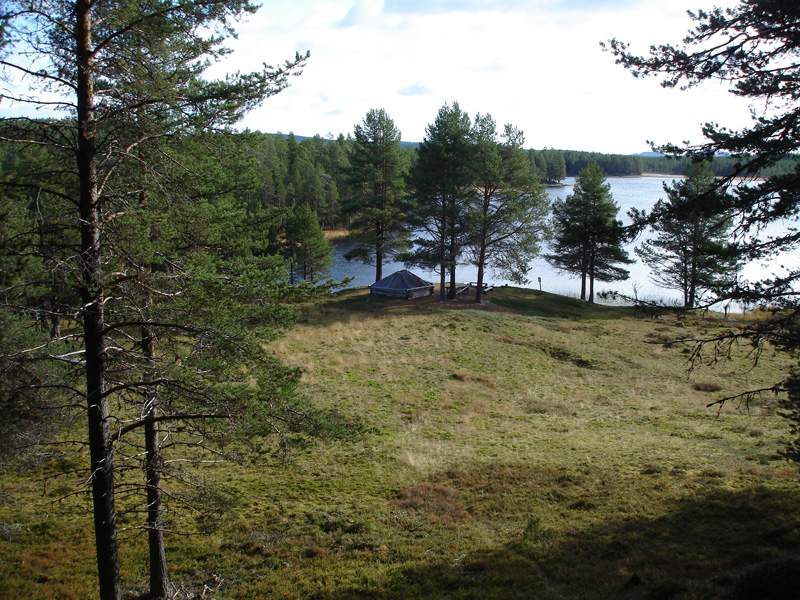
Ліс Коппселе над річкою Малон
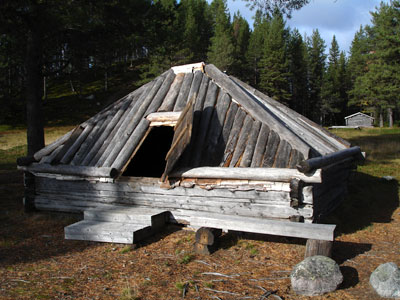
Саамська хатина у Коппселе

## Виноски
1. ↑  https://www.sverigesradio.se/artikel/7067824
2. ↑  https://www.svt.se/nyheter/lokalt/vasterbotten/han-blir-malas-nya-kommunalrad
3. ↑  https://www.sverigesradio.se/artikel/6585726
4. ↑  Folkmangd i riket, lan och kommuner (шв.) . Центральне бюро статистики Швеції. Архів оригіналу за 20 серпня 2013. Процитовано 12 лютого 2013.